# Nykøbing Falster (stacja kolejowa)
Nykøbing Falster - stacja kolejowa w Nykøbing Falster, na wyspie Falster, w Danii. Znajdują się tu 3 perony.